# Vähäkyrö
Vähäkyrö (in svedese Lillkyro) è un ex comune finlandese di 4 782 abitanti (dato 2012), situato nella regione dell'Ostrobotnia. Dall'inizio del 2013 è un'exclave della città di Vaasa.